# Aéroport international Adolfo López Mateos
L'Aéroport international Adolfo López Mateos ou l'Aéroport international de Toluca (code IATA : TLC • code OACI : MMTO • code DGAC M. : TLC) est situé à 15 km de Toluca au Mexique et 60 km de la capitale Mexico. De par sa proximité il est aussi considéré comme la principale solution de secours de desserte de la ville de Mexico. Il fait partie du Grupo Aeroportuario del Valle de México, le système des aéroports métropolitains, qui comprend l'aéroport de la capitale l'Aéroport international de Mexico, l'Aéroport international de Puebla, Cuernavaca et Querétaro. 
Cet aérodrome est ouvert au trafic national et international commercial.

## Histoire
En 2005, la compagnie Air Madrid fut la première à proposer un vol intercontinental vers Madrid. Lors de l'année 2007, l'aéroport fut remanié. Autrefois doté de quatre terminaux éclatés, un affecté aux vols intérieurs, un pour les vols internationaux, un affecté exclusivement à Interjet et un autre affecté à Volaris. Le gouvernement mexicain investit 600 millions de pesos pour le réaménagement de l'aéroport désormais constitué de deux terminaux, l'un affecté aux vols intérieurs et l'autre aux vols internationaux. L'aéroport atteint 5 millions de passagers en 2008. La même année, Volaris déplaça son centre d'exploitation vers l'aéroport de Guadalajara. Depuis le nombre de passagers a décliné, jusqu'à 877 868 passagers pour l'année 2014.

## Situation
| \| 500 km1:6 468 000 \| Acapulco Aguascalientes Huatulco Campeche Cancún Chetumal Chihuahua Ciudad · del Carmen Ciudad Juárez Ciudad · Obregón Ciudad · Victoria Colima Cozumel Culiacán Guanajuato Durango Guadalajara Hermosillo Ixtapa · Zihuatanejo La Paz San José · del Cabo Los Mochis Matamoros Mazatlán Mérida Mexicali Mexico B.J. Mexico F.A. Minatitlán Monterrey Morelia Nuevo · Laredo Oaxaca Playa · de Oro Puebla Puerto · Escondido Puerto · Vallarta Querétaro Reynosa San Luis · Potosí Tampico Tapachula Tepic Tijuana Toluca Torreón Tuxtla Gutiérrez Uruapan Veracruz Villahermosa Zacatecas |
| 500 km1:6 468 000 |

## Infrastructures
L'aéroport avait quatre terminaux, plus que deux depuis que tous les vols intérieurs sont gérés au terminal national. Avant 2007, Interjet et Volaris avait chacune leur propre terminal indépendant, il existait aussi le terminal 1 (maintenant terminal national) et le terminal international.

## Statistiques
Pour des raisons techniques, il est temporairement impossible d'afficher le graphique qui aurait dû être présenté ici.

Voir la requête brute et les sources sur Wikidata.

## Galerie

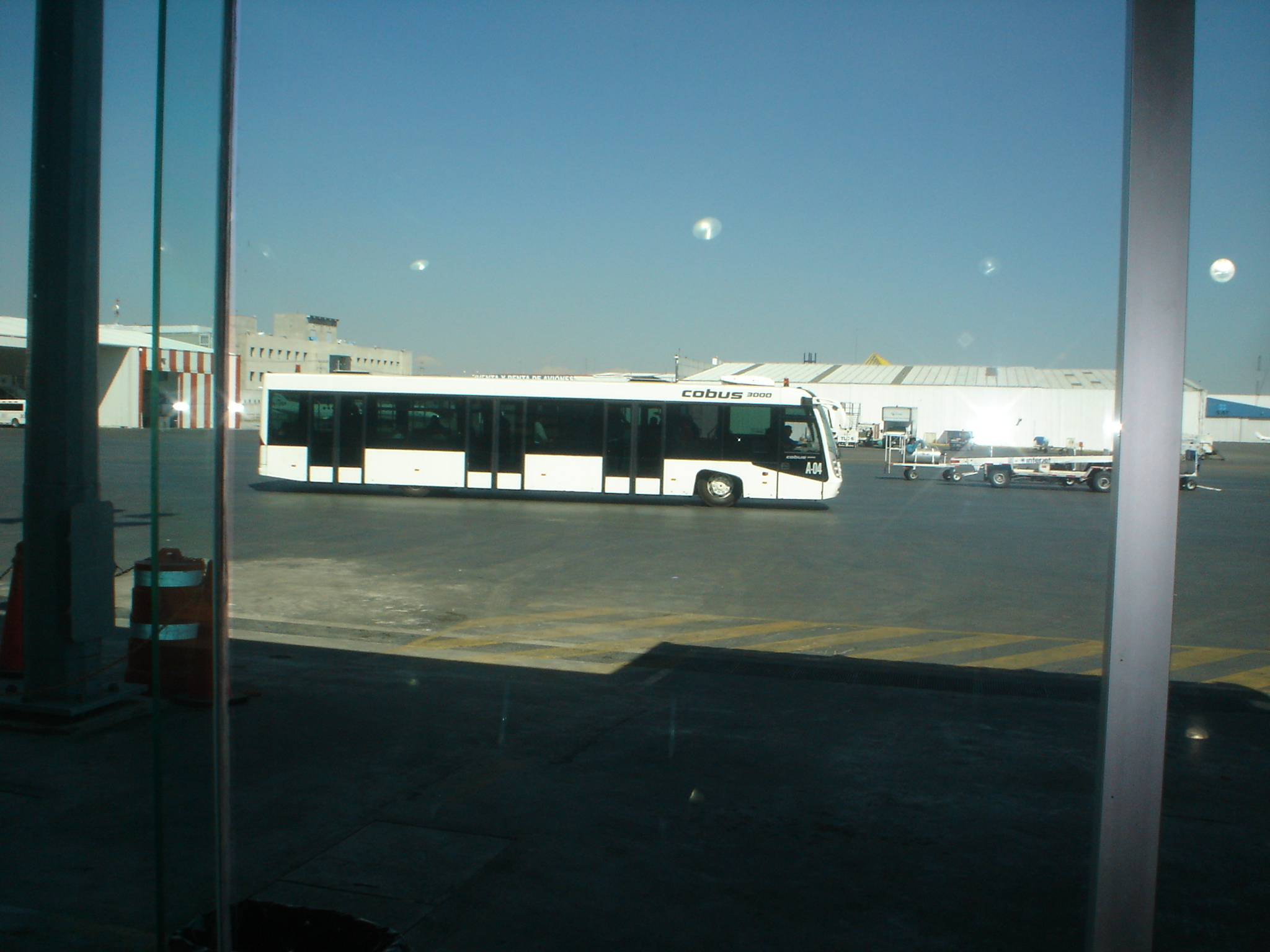
Terminal
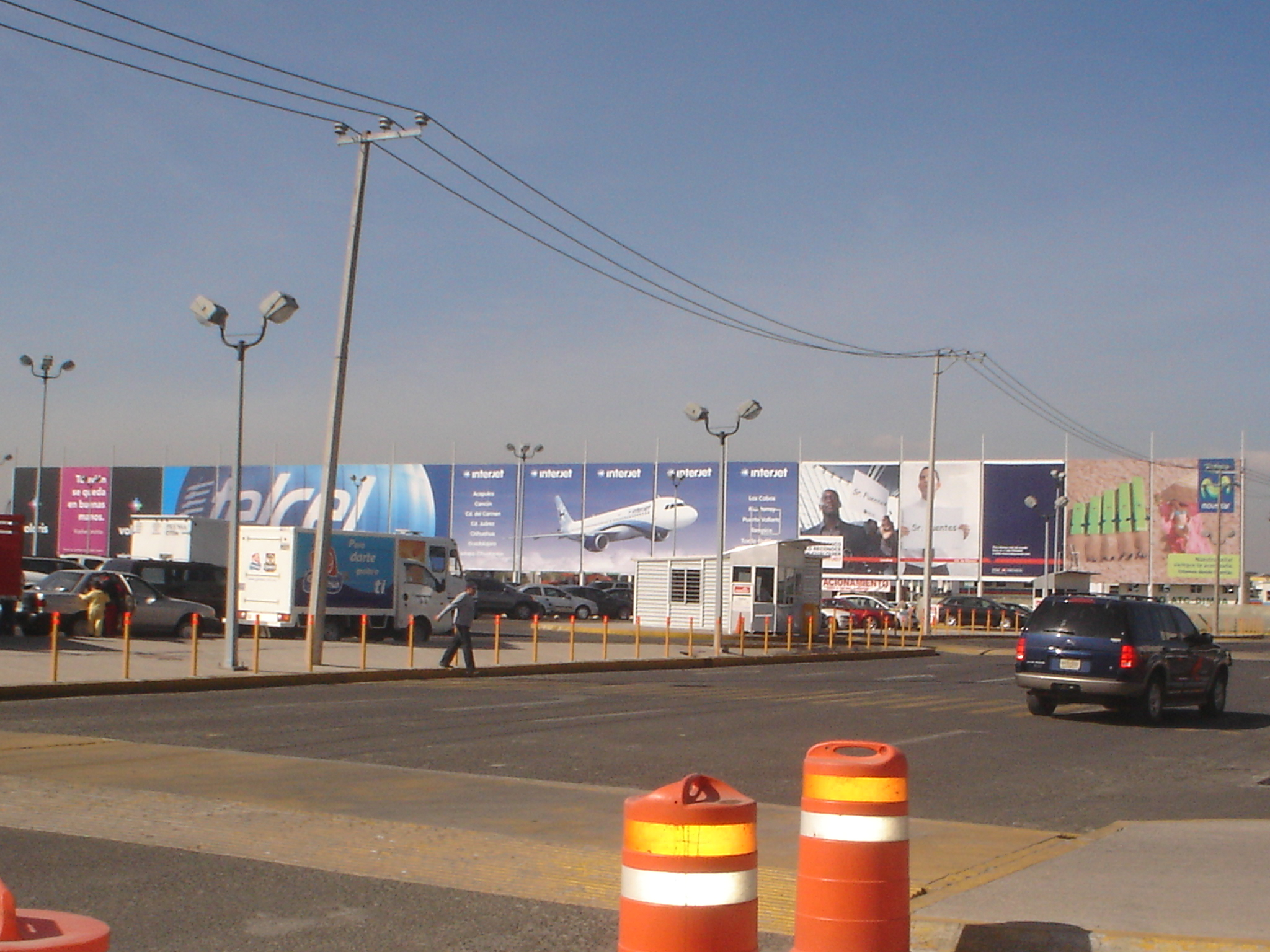
Parking Lot

## Compagnies et destinations
| Compagnies  | Destinations |
| ----------- | --- |
| Interjet    | Acapulco-J. N. Álvarez, Cancún, Guadalajara-M. Hidalgo y Costilla, Monterrey (Colombie), Puerto Vallarta, Los Cabos |
| VivaAerobus | Cancún, Monterrey (Colombie)                                                                                        |

Édité le 01/09/2018

## Trafic
L'aéroport a connu un trafic de 145 000 passagers en 2002, 3 200 000 en 2007 et 4 300 000 en 2008. Cet aéroport est le sixième aéroport du Mexique en nombre de passagers.